# 108 a.C.

## Eventos
- Sérvio Sulpício Galba e Quinto (ou Lúcio) Hortênsio, cônsules romanos. Quinto (ou Lúcio) Hortênsio foi condenado enquanto ocupava o cargo, e substituído por Marco Aurélio Escauro[1].
- Caio Licínio Geta e Quinto Fábio Máximo Eburno, censores romanos, completaram o 63o quinquênio[1].
- Continua a Guerra Címbrica.
- Continua a Guerra contra Jugurta.